# أدوبي بريمير برو
أدوبي بريمير برو (بالإنجليزية: Adobe Premiere Pro)‏ هو برنامج تحرير الفيديو والتوليف (المونتاج) من إنتاج شركة أدوبي، وهو جزء من أدوبي كريتيف سوت. ويمكن شراؤه بصورة منفصلة ويأتي معه برنامجيّ أدوبي إنكور وأدوبي أون لوكيشن وميديا انكودر.
يستخدم البرنامج لتحرير الفيديو تحريراً لا خطياً، حيث يمكنك الوصول بسهولة إلى أي جزء من مقطع الفيديو وتحريره. تشمل عمليات التحرير: القص واللصق للفيديو والصوت وإضافة مؤثرات انتقالية بين مقاطع الفيديو ومؤثرات على مقاطع الفيديو والصوت نفسها، بالإضافة إلى تركيب المقاطع والأصوات والعناوين. وتتم إدارة هذه المقاطع (فيديو أو صوت) والمؤثرات الأخرى من خلال خط الزمن Time Line. كما يمكن إضافة العديد من البرامج الملحقه عليه لدعمه بالفلاتر اللونية والحركية.
أدوبي بريميير برو هو إعادة تصميم للبرنامج السابق أدوبي بريميير، وتم إطلاق نسخة برو عام 2003م.
ويستخدم البرنامج الآن في الكثير من المحطات التلفزيونية وتم استخدامه في العديد من الأفلام.

## البداية
ظهر الإصدار الأول من البرنامج باسم أدوب بريمير Premiere لأجهزة ماكنتوش في ديسمبر 1991، وإعتباراً من عام 2003 تغير الاسم إلى بريمير برو Premiere Pro والذي تم فيه إعادة تصميم وتطوير البرنامج، لذا اسم بريمير يشير لكافة الإصدارات ما قبل عام 2003، كان برنامج بريمير أحد أوائل برامج التحرير اللاخطية NLEs، ومعنى ذلك عدم التقيد بمسار الملف وضرورة تسلسله بل يمكن بسهولة معالجة أي جزء منه وبدون ترتيب، ومنذ الإصدار الأول وحتى نسخة بريمير برو2.0 (CS2) كان ملصق التغليف والشعار يحوي الحصان الراكض وذلك إشارة إلى عمل العالم ادوارد مويبرديدج (Sallie Gardner at a Gallop) وهو مقطع من الصور المتتالية لحصان يركض في عام 1878

## الميزات
يدعم بريمير برو تحرير أفلام الفيديو عالية الدقة تصل إلى 10,240 × 8,192 ، وبقيمة تصل إلى 32 بت لكل قناة لونية، ودعم نظامي الألوان RGB وYUV ، وتحرير الصوت بمسارالنموذج sample-level، دعم إضافات معالجة الصوت VST، دعم معيار الصوت المحيطي 5.1، معمارية إضافات بريمير برو تسمح باستيراد وتصديرالصيغ لكل من كويك تايم QuickTime أو دايركت شو DirectShow، وكذلك يدعم البرنامج مجموعة واسعة من صيغ الفيديو والملفات الصوتية والترميزات codecs لكل من نظامي الماك MacOS والويندوز Windows ، وعندما يستخدم إضافة ترميز Cineform's Neo line فإنه يدعم التحرير الثلاثي البعد، وإمكانية العرض الثلاثي البعد مع الشاشات الثنائية البعد، بينما يعمل التعديلات الفردية للعين اليمنى واليسرى اللازمة.
تتمثل إحدى المزايا الرئيسية لبرنامج بريمير برو في واجهته سهلة الاستخدام. يمكن للمستخدمين استيراد ملفات الوسائط الخاصة بهم وتنظيمها بسهولة ، بما في ذلك الفيديو والصوت والصور ، ثم سحبها وإفلاتها في مخطط زمني للتحرير. يقدم بريمير برو أيضًا مجموعة متنوعة من تأثيرات الفيديو والصوت التي يمكن استخدامها لتحسين مظهر وصوت الفيديو.
يتكامل بريمير برو أيضًا بسلاسة مع منتجات ادوبي الأخرى ، مثل الفوتشوب وافتر افكت ، مما يجعله أداة قوية لمحترفي الفيديو. على سبيل المثال ، يمكن للمستخدمين استيراد طبقات الفوتوشوب إلى بريمير برو واستخدامها كمقطع فيديو. بالإضافة إلى ذلك ، يتمتع بريمير برو بالقدرة على تصدير مقاطع الفيديو بتنسيقات متنوعة ، بما في ذلك الدقة العالية ، بحيث يمكن للمستخدمين مشاركة أعمالهم مع جمهور أوسع.
ميزة أخرى رائعة لبرنامج بريمير برو هي دعمه للتحرير متعدد الكاميرات. يمكن للمستخدمين التبديل بسهولة بين زوايا الكاميرا أثناء عملية التحرير ، مما يوفر الوقت والجهد. هذا مفيد بشكل خاص لصانعي الأفلام الوثائقية ، الذين غالبًا ما يكون لديهم عدة كاميرات تلتقط زوايا مختلفة من المشهد.
يوفر بريمير برو أيضًا أدوات متقدمة لتصحيح الألوان تسمح للمستخدمين بضبط مظهر مقاطع الفيديو الخاصة بهم. يتضمن ذلك القدرة على ضبط السطوع والتشبع والتباين للمقاطع الفردية ، بالإضافة إلى القدرة على تطبيق تدرج الألوان على الفيديو بأكمله.

## الاصدارات
تم اطلاق 20 اصدار من ادوبي بريمير، وهي كالتالي:
- Premiere 1.0 - 1991
- Premiere 2.0 - 1992
- Premiere 4.0 - 1998
- Premiere 6.0 - 2003
- Premiere Pro 1.0 - 2003
- Premiere Pro 2.0 - 2005
- Premiere Pro CS3 - 2007
- Premiere Pro CS4 - 2008
- Premiere Pro CS5 - 2010
- Premiere Pro CS6 - 2012
- Premiere Pro CC - 2013
- Premiere Pro CC 2014 - 2014
- Premiere Pro CC 2015 - 2015
- Premiere Pro CC 2017 - 2016
- Premiere Pro CC 2018 - 2017
- Premiere Pro CC 2019 - 2018
- Premiere Pro CC 2020 - 2019
- Premiere Pro CC 2021 - 2020
- Premiere Pro CC 2022 - 2021
- Premiere Pro CC 2023 - 2022

## البدائل
أبرز البدائل لبرنامج أدوبي بريمير برو:
- Final Cut Pro X - برنامج تحرير فيديو احترافي تم تطويره بواسطة Apple.
- DaVinci Resolve - تصحيح الألوان وبرنامج تحرير الفيديو غير الخطي.
- HitFilm Express - برنامج مجاني لتحرير الفيديو مع إمكانيات مؤثرات بصرية متقدمة.
- Lightworks - محرر فيديو احترافي مع إصدار مجاني ومدفوع.
- Blender - برنامج إنشاء ثلاثي الأبعاد حر ومفتوح المصدر يتضمن أيضًا إمكانيات تحرير الفيديو.
- VSDC Free Video Editor - محرر فيديو مجاني لنظام Windows.
- Shotcut - محرر فيديو حر ومفتوح المصدر وعبر الأنظمة الأساسية.
- OpenShot - محرر فيديو مجاني مفتوح المصدر لأنظمة Linux و Mac و Windows.

## وصلات خارجية
- الموقع الرسمي